# مانويلا جانداريياس
مانويلا جانداريياس (بالإنجليزية: Manuela Gandarillas)‏‏ (1812 في كوتشابامبا - القرن 19 في إدارة كوتشابامبا) من بوليفيا.